# Gerhard Berger
Gerhard Berger (Wörgl, 27 agosto 1959) è un ex pilota automobilistico e imprenditore austriaco, che ha corso in Formula 1, vincendo 10 Gran Premi.

## Carriera

### Formula 1

#### ATS e Arrows
Gerhard esordì nei Gran Premi alla fine del 1984 con la ATS motorizzata BMW turbo. A Monza arriva al sesto posto ma non gli viene assegnato il punto in classifica, in quanto il team aveva dichiarato all'inizio della stagione di schierare solamente il compagno di Berger, Winkelhock.
L'anno successivo passò alla Arrows, ma i risultati latitarono fino ai Gran Premi di Sudafrica e Australia, dove in totale ottenne 3 punti.

#### Benetton
1986
Nel 1986 Berger fu acquistato dalla Benetton, scuderia che aveva rilevato la Toleman. Dopo alcune buone prestazioni a inizio stagione, tra cui un podio a Imola, la parte centrale della stagione fu caratterizzata da vari ritiri e piazzamenti fuori dalla zona punti. Al Gran Premio d'Austria le Benetton migliorarono i propri risultati. Proprio in occasione di questo appuntamento mondiale Berger era in testa quando un calo di pressione del motore gli fece perdere svariate posizioni fino a farlo concludere in settima piazza. Tre settimane più tardi, a Monza, Berger si trovava nuovamente a comandare la gara quando fu costretto a rientrare ai box e perse un giro, concludendo quinto. Inoltre, alla vigilia di questo Gran Premio, cominciarono a circolare voci di un suo passaggio in Ferrari per il 1987 e l'annuncio venne ufficializzato a fine mese. Al Gran Premio del Messico, infine, l'austriaco ottenne il suo primo successo in carriera, grazie anche all'efficienza degli pneumatici Pirelli, e chiuse la stagione settimo con diciassette punti conquistati.

#### Il primo periodo in Ferrari
1987
La Ferrari vinse quindi la concorrenza delle altre scuderie e affiancò Berger a Michele Alboreto; il rapporto tra i due piloti, inizialmente, non fu buono. Alla prima gara della stagione l'austriaco giunse quarto, risultato che replicò anche a Monaco e a Detroit. A questi piazzamenti seguirono cinque ritiri consecutivi, il più importante dei quali al Gran Premio d'Ungheria, dove Berger si trovava secondo e girava sugli stessi tempi del leader della corsa Nigel Mansell. Qualche settimana dopo, in Portogallo riuscì a conquistare la prima pole position in carriera e stava guidando la corsa quando, a pochi giri dalla fine, andò in testa-coda a causa della pressione messa da Alain Prost e si dovette accontentare del secondo posto. La settimana seguente, durante il Gran Premio di Spagna, fu richiamato dai vertici della scuderia per aver tenuto un comportamento scorretto nei confronti del compagno di squadra. Nelle ultime due gare della stagione, poi, Berger riuscì ad ottenere due vittorie che gli permisero di concludere la stagione al quinto posto con trentasei punti conquistati.
1988

Berger impegnato sulla Ferrari F1-87/88C nel vittorioso Gran Premio d'Italia 1988.

La FIA decise di reintrodurre per il 1989 i motori aspirati e di bandire i motori turbo. La Ferrari decise quindi di concentrarsi sulla stagione successiva, facendo correre per il 1988 la vettura dell'anno precedente con alcune piccole modifiche. La McLaren, però, schierò in pista un'auto perfetta che le permise di dominare il mondiale piazzando Ayrton Senna primo e Alain Prost secondo, con 15 vittorie su 16 GP. Berger nulla poté contro questi avversari, salvo sperare in una occasione; questa arrivò a Monza, dove le due Ferrari ottennero una doppietta, l'ideale per onorare la scomparsa di Enzo Ferrari, avvenuta poche settimane prima. Alla fine del campionato fu terzo nel mondiale, dietro solo ai piloti Mclaren.
1989

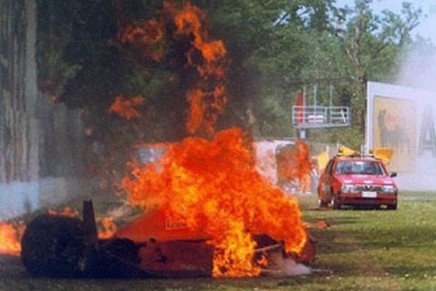
L'incidente di Gerhard Berger al Gran Premio di San Marino 1989

Nel 1989 la Ferrari decise di affiancare a Berger il pilota inglese Nigel Mansell. La nuova vettura presentava alcune innovazioni come il cambio semi automatico e un'aerodinamica avanzata. La stagione non fu buona: dopo un ritiro alla prima gara, dovuto ad una collisione con Senna, al secondo appuntamento mondiale, disputatosi a Imola l'austriaco fu vittima di un gravissimo incidente. La sua vettura, uscita di pista a circa 280 km/h alla curva del Tamburello per la perdita di un'ala aerodinamica, prese immediatamente fuoco a causa della fuoriuscita di benzina, con Berger immobile dentro l'abitacolo in fiamme. Grazie all'immediato intervento degli addetti alla sicurezza Berger riuscì a sopravvivere riportando alcune ustioni di secondo grado alle mani e alle braccia e una costola rotta. Dopo aver saltato solo il successivo Gran Premio a Montecarlo, Berger si ripresentò al Gran Premio del Messico, ma il prosieguo della stagione fu caratterizzato da continui ritiri, complici le innumerevoli rotture del cambio semi-automatico. A luglio, intanto, venne ufficializzato il passaggio del pilota alla McLaren nel 1990, con un contratto triennale dal valore superiore ai trenta milioni di dollari. Durante la stagione l'austriaco ebbe anche modo di protestare contro la sua scuderia, accusandola di privilegiare il suo compagno di squadra. Solo al Gran Premio d'Italia poi Berger riuscì a realizzare i primi punti con un secondo posto, vincendo poi la successiva gara in Portogallo e concludendo ancora secondo in Spagna. Terminò la stagione con 21 punti, in settima posizione.

#### McLaren
1990-1991

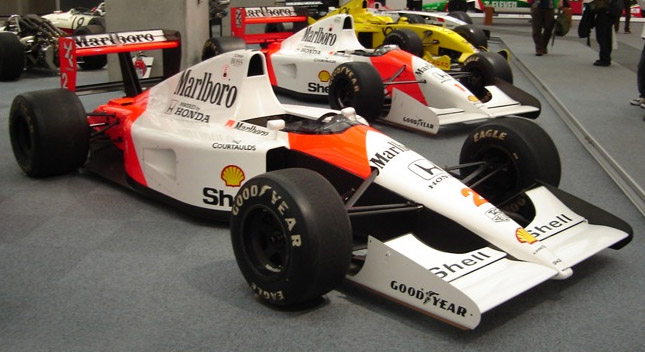
La McLaren MP4/6 di Berger del 1991

Gerhard lasciò la Ferrari passando alla McLaren, scambiando il suo sedile con Alain Prost ed affiancando Senna. Col campione brasiliano nacque una grande amicizia, anche al di là delle corse, una sintonia che ricordò molto quella di Jody Scheckter e Gilles Villeneuve.
Con la McLaren trascorse tre anni, dal 1990 al 1992, ottenendo 3 vittorie, tra cui una al Gp del Giappone 1991, quando Senna gli regalò la vittoria all'ultima curva come premio per avergli coperto le spalle in tutto il 1991.
1992
Nel 1992 la McLaren, a differenza degli anni precedenti, non disponeva della vettura migliore del circus. Berger iniziò la stagione con un quinto e un quarto posto. Al Gran Premio del Brasile, poi, l'austriaco ebbe problemi fin dalla partenza e fu costretto a ritirarsi al quarto giro per problemi elettrici. Dopo un altro quarto posto in Spagna e due ritiri, di cui uno a Imola, in cui venne pesantemente contestato dai tifosi che lo ritenevano colpevole di aver provocato un incidente con il ferrarista Alesi, riuscì a vincere la prima gara della stagione in Canada. A questa vittoria seguirono alcune gare caratterizzate da ritiri e piazzamenti a punti, tra cui un quarto posto a Monza dopo essere partito dai box per un guasto, fino a quando ottenne un secondo posto in Portogallo. Durante questa gara vi fu un incidente con Patrese, causato da un'avventata manovra dell'austriaco in fase di rientro ai box, che costò a Berger un richiamo verbale da parte della FIA. Dopo aver replicato il risultato anche in Giappone, l'austriaco, anche grazie ad una sosta ai box non impeccabile dei meccanici Benetton, riuscì a conquistare il secondo trionfo stagionale, chiudendo il campionato al quinto posto con quarantanove punti, uno in meno di Senna.
Proprio nell'estate 1992 Berger decise di accettare l'offerta di un contratto da parte della Ferrari. Inizialmente si disse che il contratto prevedeva un costo per la scuderia italiana di 22 miliardi per due anni, cifra in realtà smentita e di molto inferiore.

#### Il secondo periodo in Ferrari
1993

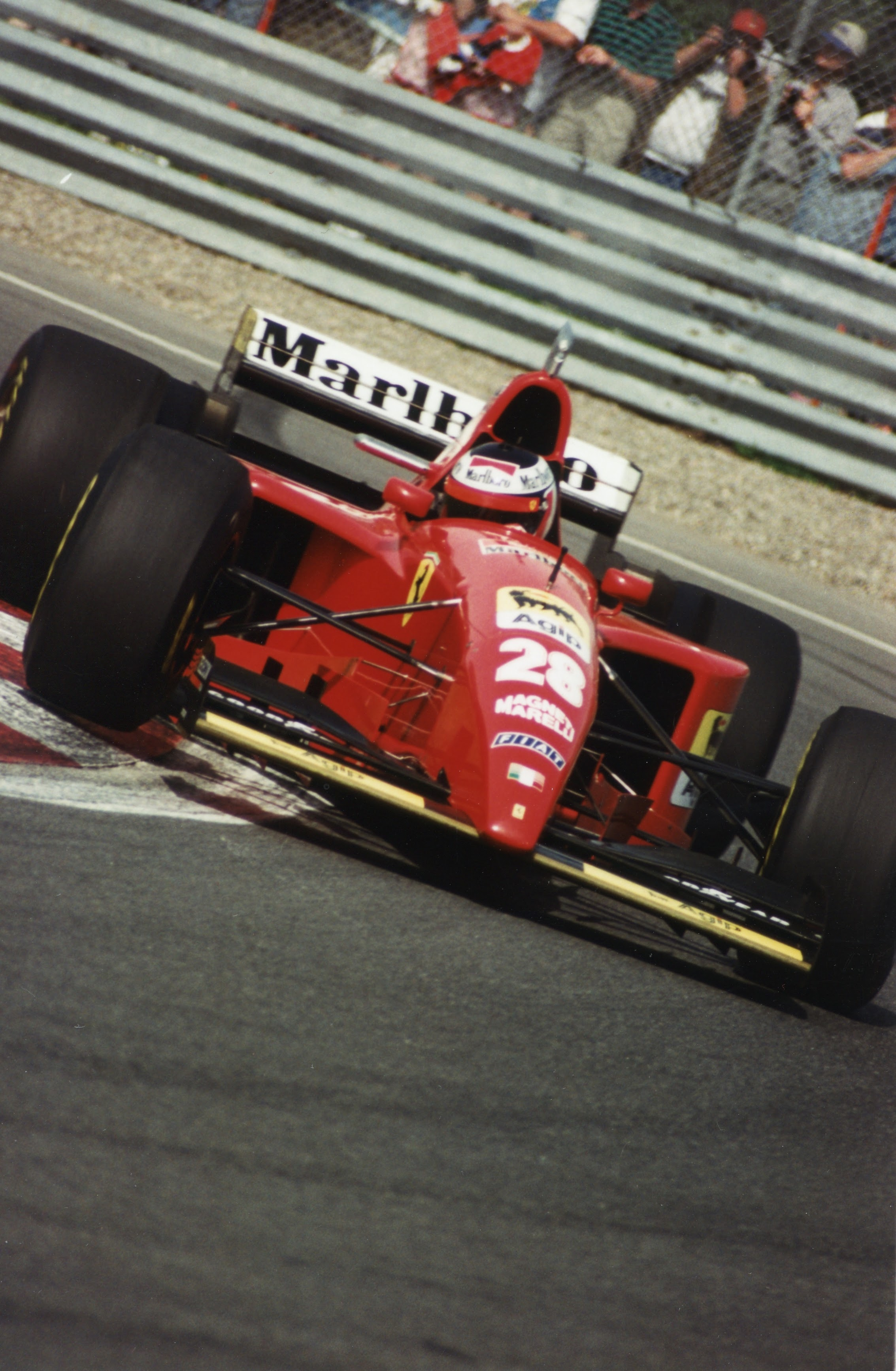
Berger sulla Ferrari 412 T2, in gara nel Gran Premio del Canada 1995.

Berger si trasferì quindi alla Ferrari dove si trovò come compagno di squadra Jean Alesi, con cui avrebbe corso per le successive cinque stagioni. I test invernali sulla F93 A furono deludenti e la vettura, oltre ad evidenziare vari problemi, fece registrare tempi molto più lenti rispetto alla concorrenza. I risultati nelle prime gare, infatti, si rivelarono deludenti con due sesti posti e tre ritiri, dovuti in larga misura all'inaffidabilità delle sospensioni attive montate sulla vettura. Al Gran Premio di Monaco, però, Berger riuscì a realizzare il secondo giro più veloce in assoluto in gara e stava duellando con Hill per la conquista della seconda posizione quando fu costretto al ritiro per una collisione con lo stesso pilota inglese. Al successivo appuntamento mondiale ottenne poi un quarto posto, nonostante avesse avuto problemi con i freni, i quali tendevano spesso a surriscaldarsi. Dopo alcune altre prestazioni deludenti l'austriaco riuscì a salire sul podio al Gran Premio d'Ungheria con un terzo posto, che sarebbe rimasto il suo miglior risultato nel 1993. Concluse la stagione con un quinto posto in Australia, terminando ottavo in classifica piloti con dodici punti conquistati.
1994-1995
L'anno seguente le prestazioni migliorarono e grazie alla vittoria nel GP di Germania 1994, l'unica del suo secondo ciclo ferrarista, interruppe un digiuno di vittorie che durava da quasi quattro anni per la scuderia del Cavallino. Durante il 1994 conquistò 2 pole position, 6 podi e altri 2 piazzamenti in zona punti che gli valsero il 3º posto nella classifica piloti con 41 punti, dietro solo al campione del mondo Michael Schumacher e Damon Hill. Nella stagione 1995 conquistò una pole position, sempre 6 podi più altri 3 piazzamenti a punti che gli fecero conquistare il 6º posto in classifica piloti con 31 punti.

#### Fine carriera con Benetton
1996
Per il 1996, insieme al compagno di squadra in Ferrari Jean Alesi, si trasferì alla Benetton, che nel 1994 e 1995 aveva vinto i mondiali (2 piloti con Michael Schumacher ed uno costruttori nel 1995).
Chiunque avrebbe auspicato ambizioni mondiali per una squadra dotata di due piloti così forti e dei migliori motori, i Renault dominatori degli anni novanta. Invece la Williams mise in pista una vettura eccezionale, che sbaragliò il campo con Damon Hill e Jacques Villeneuve, mentre alla Benetton nulla girò per il verso giusto. Berger ottenne appena 2 podi che lo fecero arrivare sempre al 6º posto con 21 punti.
1997
Il 1997 cominciò con le premesse del 1996 ed ebbe le stesse conclusioni deludenti. Gerhard fu di nuovo costretto ad arrancare, e dovette anche saltare tre gran premi, per problemi di salute e per la morte del padre in un incidente aereo. Gerhard ottenne però la sua ultima vittoria in carriera, nuovamente in Germania. Dopo maturò la decisione di ritirarsi a fine anno.
Curiosamente, la prima e l'ultima vittoria di Berger in Formula 1 coincidono con la prima e l'ultima vittoria della scuderia Benetton.
Berger lasciò la Formula 1 dopo aver disputato 210 GP, con 10 vittorie e 12 pole position.

## Fuori dalle corse
La famiglia Berger è proprietaria di un'importante azienda di trasporti in Austria, della quale Gerhard cominciò ad occuparsi direttamente dal 1997, in seguito alla morte del padre.
Tuttavia, Berger non abbandonò il mondo delle corse dopo essersi ritirato dalle competizioni. L'ex pilota austriaco fu direttamente coinvolto nel programma motoristico della BMW dal 2000 al 2003 e nel febbraio 2006 acquisì dalla Red Bull il 50% delle quote dell'appena fondata Scuderia Toro Rosso, nell'ambito di un'operazione che prevedeva l'acquisto da parte di Red Bull della metà delle quote della Berger Logistik. L'ex pilota austriaco cedette le sue quote a Red Bull nel novembre 2008.
Dal dicembre del 2011 al dicembre 2014 è stato prima membro, poi presidente, della Single-Seater Commission, una commissione creata dalla FIA per mettere ordine nelle varie categorie di monoposto.
Nel marzo 2017, Berger è diventato presidente dell'ITR, società organizzatrice del DTM.

### L'amicizia con Ayrton Senna

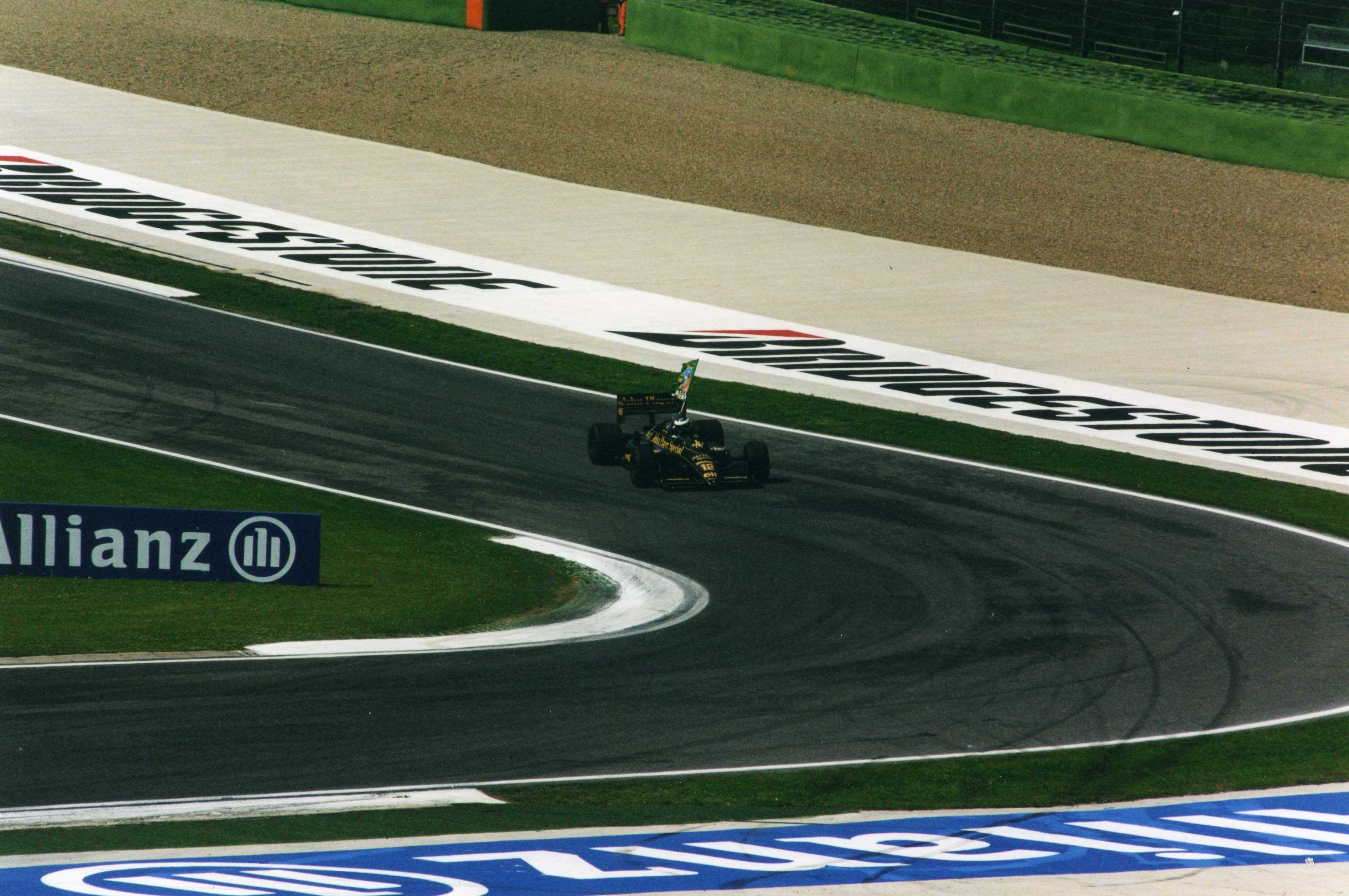
Berger alla guida della Lotus di Senna a Imola nel 2004, come tributo all'amico.

Fu durante gli anni in McLaren che Berger divenne famoso per il suo lato umoristico. Leggende raccontano della quantità di scherzi ingegnosi attuati dall'austriaco per rompere la serissima routine dell'implacabile compagno Ayrton Senna. Senna, accettando la sfida, a sua volta si diede alla pratica degli scherzi, che era oltretutto istigata da Ron Dennis.
Un giorno, a Monza, Berger gettò da un elicottero in volo la valigia nuova di Ayrton che, essendo costituita di fibra di carbonio, a detta del brasiliano avrebbe dovuto essere indistruttibile. La valigia fu poi effettivamente ritrovata integra nei pressi del circuito della Brianza.
Berger in seguito raccontò ulteriori eventi prima del Gran Premio d'Australia del 1990:
In un'altra occasione, sempre prima del Gran Premio d'Australia, Berger riempì di animali il letto di Senna. Ayrton apostrofò infuriato il compagno dicendo:
Berger gli replicò:
Lo stesso Berger spiegò poi:
L'incidente provocò in Senna un desiderio di rappresaglia, che culminò allorché il brasiliano mise una forma di formaggio francese (dal fortissimo odore) nelle condotte dell'aria condizionata della stanza di Berger.
In un'altra occasione, Senna e il compatriota Maurício Gugelmin decisero di riempire le scarpe di Berger con schiuma da barba, mentre erano tutti insieme in viaggio su un treno rapido in Giappone, per andare a una cena. Ciò costrinse Berger a presentarsi all'appuntamento con le scarpe da tennis abbinate allo smoking, e l'austriaco promise vendetta. Pochi giorni dopo, al Gran Premio del Giappone, Gugelmin fu avvicinato da Joseph Leberer, il nutrizionista del team McLaren, che gli offrì un'aranciata fresca. Insospettito, Mauricio declinò l'offerta, spiegando poi:
Più conosciuto è, probabilmente, un incidente in cui Berger sostituì la foto del passaporto di Senna con quella che Ron Dennis descrisse come "un equivalente degli organi genitali maschili". La fama di Senna gli consentì di vedersi raramente il passaporto ritirato, ma in un successivo viaggio in Argentina lo scherzo di Berger costò a Senna la reclusione per 24 ore. Come conseguenza, Senna incollò con un superadesivo tutte le carte di credito di Berger assieme.
Berger non riservava il suo umorismo solamente all'amico Senna, tanto che un altro episodio occorse anni dopo alla Ferrari. Berger e il collega Jean Alesi erano impegnati a collaudare, sulla pista di Fiorano, la monoposto Ferrari per la stagione 1994 del campionato di Formula 1. Durante un momento di pausa, iniziarono a girare sul tracciato a bordo di una Lancia Y10, ignorando che appartenesse al team principal Jean Todt. Arrivati a una curva, Alesi perse il controllo dell'auto dopo che Berger, inaspettatamente, aveva tirato il freno a mano, causando il ribaltamento della vettura, che scivolò in questo modo fino allo stop all'uscita del tracciato stesso, nonché il ricovero in ospedale dell'incolpevole Alesi. Beffardamente Berger disse ad un incredulo Todt, in cerca di spiegazioni, che avevano lasciato solo "leggeri segni di un cordolo (del bordo della carreggiata) sul tetto".
Il forte legame tra Senna e Berger si è esteso al di là della morte di Ayrton nel 1994: Berger è infatti consulente di Bruno Senna, nipote di Ayrton, che ha fatto il suo debutto di Formula Uno con la Hispania Racing Team nel Campionato del Mondo 2010.

## Vita privata
Berger è stato sposato con la portoghese Ana Corvo dal 1995 al 2013. Con lei ha avuto due figlie, tra cui l'attrice Heidi Berger attualmente fidanzata col pilota Daniel Ricciardo. Berger ha un'altra figlia e un figlio con la sua attuale compagna Helene. La primogenita Kristina deriva da una precedente relazione con Rosi Troppmaier.

## Risultati in Formula 1
| 1984 | Scuderia | Vettura |  |  |  |  |  |  |  |  |  |  |  |    |  |   |     |    |  | Punti | Pos. |
| ---- | -------- | ------- |  |  |  |  |  |  |  |  |  |  |  | -- |  | - | --- | -- |  | ----- | ---- |
| 1984 | ATS      | D7      |  |  |  |  |  |  |  |  |  |  |  | 12 |  | 6 | Rit | 13 |  | 0     |      |

| 1985 | Scuderia | Vettura |     |     |     |     |    |    |     |   |   |     |   |     |   |    |   |   |  | Punti | Pos. |
| ---- | -------- | ------- | --- | --- | --- | --- | -- | -- | --- | - | - | --- | - | --- | - | -- | - | - |  | ----- | ---- |
| 1985 | Arrows   | A8      | Rit | Rit | Rit | Rit | 13 | 11 | Rit | 8 | 7 | Rit | 9 | Rit | 7 | 10 | 5 | 6 |  | 3     | 20º  |

| 1986 | Scuderia | Vettura |   |   |   |     |    |     |     |     |     |    |     |   |   |     |   |     |  | Punti | Pos. |
| ---- | -------- | ------- | - | - | - | --- | -- | --- | --- | --- | --- | -- | --- | - | - | --- | - | --- |  | ----- | ---- |
| 1986 | Benetton | B186    | 6 | 6 | 3 | Rit | 10 | Rit | Rit | Rit | Rit | 10 | Rit | 7 | 5 | Rit | 1 | Rit |  | 17    | 7º   |

| 1987 | Scuderia | Vettura |   |     |     |   |   |     |     |     |     |     |   |   |     |     |   |   |  | Punti | Pos. |
| ---- | -------- | ------- | - | --- | --- | - | - | --- | --- | --- | --- | --- | - | - | --- | --- | - | - |  | ----- | ---- |
| 1987 | Ferrari  | F1-87   | 4 | Rit | Rit | 4 | 4 | Rit | Rit | Rit | Rit | Rit | 4 | 2 | Rit | Rit | 1 | 1 |  | 36    | 5º   |

| 1988 | Scuderia | Vettura   |   |   |   |   |     |     |   |   |   |   |     |   |     |   |   |     |  | Punti | Pos. |
| ---- | -------- | --------- | - | - | - | - | --- | --- | - | - | - | - | --- | - | --- | - | - | --- |  | ----- | ---- |
| 1988 | Ferrari  | F1-87/88C | 2 | 5 | 2 | 3 | Rit | Rit | 4 | 9 | 3 | 4 | Rit | 1 | Rit | 6 | 4 | Rit |  | 41    | 3º   |

| 1989 | Scuderia | Vettura |     |     |  |     |     |     |     |     |     |     |     |   |   |   |     |     |  | Punti | Pos. |
| ---- | -------- | ------- | --- | --- |  | --- | --- | --- | --- | --- | --- | --- | --- | - | - | - | --- | --- |  | ----- | ---- |
| 1989 | Ferrari  | 640     | Rit | Rit |  | Rit | Rit | Rit | Rit | Rit | Rit | Rit | Rit | 2 | 1 | 2 | Rit | Rit |  | 21    | 7º   |

| 1990 | Scuderia | Vettura |     |   |   |   |   |   |   |    |   |    |   |   |   |     |     |   |  | Punti | Pos. |
| ---- | -------- | ------- | --- | - | - | - | - | - | - | -- | - | -- | - | - | - | --- | --- | - |  | ----- | ---- |
| 1990 | McLaren  | MP4/5B  | Rit | 2 | 2 | 3 | 4 | 3 | 5 | 14 | 3 | 16 | 3 | 3 | 4 | Rit | Rit | 4 |  | 43    | 4º   |

| 1991 | Scuderia | Vettura |     |   |   |     |     |     |     |   |   |   |   |   |     |     |   |   |  | Punti | Pos. |
| ---- | -------- | ------- | --- | - | - | --- | --- | --- | --- | - | - | - | - | - | --- | --- | - | - |  | ----- | ---- |
| 1991 | McLaren  | MP4/6   | Rit | 3 | 2 | Rit | Rit | Rit | Rit | 2 | 4 | 4 | 2 | 4 | Rit | Rit | 1 | 3 |  | 43    | 4º   |

| 1992 | Scuderia | Vettura         |   |   |     |   |     |     |   |     |   |     |   |     |   |   |   |   |  | Punti | Pos. |
| ---- | -------- | --------------- | - | - | --- | - | --- | --- | - | --- | - | --- | - | --- | - | - | - | - |  | ----- | ---- |
| 1992 | McLaren  | MP4/6B e MP4/7A | 5 | 4 | Rit | 4 | Rit | Rit | 1 | Rit | 5 | Rit | 3 | Rit | 4 | 2 | 2 | 1 |  | 49    | 5º   |

| 1993 | Scuderia | Vettura |   |     |     |     |   |    |   |    |     |   |   |    |     |     |     |   |  | Punti | Pos. |
| ---- | -------- | ------- | - | --- | --- | --- | - | -- | - | -- | --- | - | - | -- | --- | --- | --- | - |  | ----- | ---- |
| 1993 | Ferrari  | F93 A   | 6 | Rit | Rit | Rit | 6 | 14 | 4 | 14 | Rit | 6 | 3 | 10 | Rit | Rit | Rit | 5 |  | 12    | 8º   |

| 1994 | Scuderia | Vettura |     |   |     |   |     |   |   |     |   |    |     |   |     |   |     |   |  | Punti | Pos. |
| ---- | -------- | ------- | --- | - | --- | - | --- | - | - | --- | - | -- | --- | - | --- | - | --- | - |  | ----- | ---- |
| 1994 | Ferrari  | 412 T1  | Rit | 2 | Rit | 3 | Rit | 4 | 3 | Rit | 1 | 12 | Rit | 2 | Rit | 5 | Rit | 2 |  | 41    | 3º   |

| 1995 | Scuderia | Vettura |   |   |   |   |   |     |    |     |   |   |     |     |   |     |   |     |     | Punti | Pos. |
| ---- | -------- | ------- | - | - | - | - | - | --- | -- | --- | - | - | --- | --- | - | --- | - | --- | --- | ----- | ---- |
| 1995 | Ferrari  | 412 T2  | 3 | 6 | 3 | 3 | 3 | Rit | 12 | Rit | 3 | 3 | Rit | Rit | 4 | Rit | 4 | Rit | Rit | 31    | 6º   |

| 1996 | Scuderia | Vettura |   |     |     |   |   |     |     |     |   |   |    |     |   |     |   |   |  | Punti | Pos. |
| ---- | -------- | ------- | - | --- | --- | - | - | --- | --- | --- | - | - | -- | --- | - | --- | - | - |  | ----- | ---- |
| 1996 | Benetton | B196    | 4 | Rit | Rit | 9 | 3 | Rit | Rit | Rit | 4 | 2 | 13 | Rit | 6 | Rit | 6 | 4 |  | 21    | 6º   |

| 1997 | Scuderia | Vettura |   |   |   |     |   |    |  |  |  |   |   |   |   |    |   |   |   | Punti | Pos. |
| ---- | -------- | ------- | - | - | - | --- | - | -- |  |  |  | - | - | - | - | -- | - | - | - | ----- | ---- |
| 1997 | Benetton | B197    | 4 | 2 | 6 | Rit | 9 | 10 |  |  |  | 1 | 8 | 6 | 7 | 10 | 4 | 8 | 4 | 27    | 5º   |

| Legenda | 1º posto     | 2º posto | 3º posto    | A punti         | Senza punti/Non class.  | Grassetto – Pole position Corsivo – Giro più veloce |
| Legenda | Squalificato | Ritirato | Non partito | Non qualificato | Solo prove/Terzo pilota | Grassetto – Pole position Corsivo – Giro più veloce |

## Altre vittorie
- 1981: Campionato tedesco Alfasud Trophy
- 1985: 24 Ore di Spa (con Roberto Ravaglia) - BMW 635 CSi